# Ольговка (Полтавская область)
Ольговка (укр. Ольгівка) — село,
Пашковский сельский совет,
Козельщинский район,
Полтавская область,
Украина.
Код КОАТУУ — 5322084009. Население по переписи 2001 года составляло 89 человек.

## Географическое положение
Село Ольговка находится на расстоянии в 1,5 км от сёл Верхняя Жужмановка, Бутояровка и Пашковка.